# Marienkapelle (Grünlas)
Die denkmalgeschützte Marienkapelle liegt im Ortsteil Grünlas der Gemeinde Ebnath.

## Geschichte
Die Kapelle geht auf ein gestiftetes Marienbildnis zurück, das Johann Kneidl aus Grünlas 1826 wegen eines Gelübdes anlässlich seiner Genesung von einer Krankheit an einer Haselnussstaude mit Genehmigung des Ortspfarrers Hopf und des Herrschaftsrichters Althammer angebracht hat. Während seiner Krankheit ist ihm mehrmals die Muttergottes erschienen und hat ihn angewiesen, ihr Bild am Weg aufzustellen. Aufgrund dieser Entstehungsgeschichte hat sich eine Wallfahrt herausgebildet und viele Menschen haben hier Votivgaben dargebracht und haben danach von wundersamen Heilungen aufgrund der Fürsprache der Muttergottes berichtet. 
Ein Beispiel aus diesen Berichten  sei erwähnt: 

„Barbara Schinner von Grünlas gebar im Jahr 1829 zwei Kinder. Das erste Kind gebar sie ordentlich, das zweite aber konnte sie nicht gebären. 32 Angriffe machte Landarzt und Hebamme, allein alle Mühe war vergebens; Landarzt sagt, sie muss sterben. Diese macht das Versprechen ein Wachskind  um 3 Kr Geld zu Maria – Bild zu opfern. Sie  gebar sogleich ohne weitern Schmerzen.“

1829 wurde das Marienbild in einen hölzernen Kasten gefasst und erstmals aufgestellt, 1836 ließ der Stifter einen größeren Kasten machen und auf eine steinerne Säule setzen. 1841 wurde für das wundertätige Bild dann die Kapelle errichtet. Am Dachboden der Kapelle wurde viele Votivgaben gefunden, so Krückstöcke, Wachsaugen, Wachsfüße und vieles andere mehr.

## Bau
Die Kapelle ist ein verputzter Massivbau mit Satteldach und Granitportal. An beiden Längsseiten sind zwei rezente Fenster aus buntem Glas. Über dem Eingang erinnern die Buchstaben „J. K.“ und die Jahreszahl 1841 an die Erbauung der Kapelle. In einer Nische über dem Eingang steht der hl. Florian. Im Dachreiter ist eine Glocke, die 1949 zusammen mit den Glocken der Ebnather Pfarrkirche von der Glockengießerei Hamm-Hofweber in Regensburg gegossen wurde. Die Vorgängerversionen der Glocken wurden in beiden Weltkriegen eingeschmolzen. 

## Inneres
Der Altar wird oben von der Darstellung einer Taube im Strahlenkranz als Symbol des Hl. Geistes abgeschlossen. Links davon ist Christus mit dem Kreuz und rechts Gottvater auf einer Wolkenbank thronend. Darunter rahmen je zwei Säulen das Marienbild (Darstellung der Gottesmutter mit Kind) ein. Rechts und links sind Statuen von Petrus und Paulus. Auf der Altarmensa stehen ein kleiner Tabernakel, mehrere Kreuze und weitere Votivgaben.  
Rechts vom Eingang ist eine Pietà, d. h. Marienbild mit dem verstorbenen Christus. 